# Lipnica Zagorska
Lipnica Zagorska is een plaats in de gemeente Tuhelj in de Kroatische provincie Krapina-Zagorje. De plaats telt 70 inwoners (2001).